# 건어물 여동생! 우마루짱
《건어물 여동생! 우마루짱》(일본어: 干物妹! うまるちゃん)은 일본의 만화가인 산카쿠 헤드가 그린 만화이다. 2015년 7월 경 원작 만화를 바탕으로 애니메이션 방영이 개시되었으며, 제작사는 동화공방이다. 일본에서는 도쿄 MX•AT-X 등에서, 대한민국에서는 애니플러스가 방영하였다.

## 개요
도쿄도 하치 오지시를 무대로 밖에서는 완벽한 여고생이지만, 집에서는 게으르게 생활하는 '우마루'와 오빠 '타이헤이'의 일상을 담은 개그 만화 작품이다. '미라클 점프'에서 건어물 여동생! 우마루짱이라는 제목으로 개제된 후 '주간 영 점프' 2013년 15호부터 2018년 20호까지 연재되었다. 2014년 12월 애니메이션화가 발표되어 2015년 7월부터 9월까지 방영되었다.

## 등장 인물

### 주요 인물
도마 우마루 (土間うまる)
성우 - 타나카 아이미
본작의 주인공. 이야기가 시작되기 1년 전부터 오빠 타이헤이의 아파트 201호실에서 둘이 생활을 시작한다. 작중의 이름은 '우마루'이고, 히라가나 표기이다. 머리는 황갈색의 긴 머리. 생일은 9월 26일. 키는 집에서 40cm, 밖에서의 미소녀 모드에선 160 cm. 혈액형은 AB형.
명문 아라야다 (あらやだ) 고등학교에 재학 중인 용모 단정, 성적 우수에 스포츠 만능인 여고생. 남녀 노소를 불문하고 모두가 좋아하는 성격이지만, 집에선 정반대로 이른바 '건어물 여동생'이 된다. 건어물 여동생의 모습은 평소에 친구들에게 보여주지 않지만, 키리에에게 목격되었을 때 우마루의 여동생 (코마루)라고 속인 적도 있다. 건어물 여동생에서 외출 모드(미소녀)로 전환 시에는 '우마룽~'하는 독특한 의성이 나온다.
건어물 여동생 상태에서, 키리에에게 '스승님'이라 불리고,알렉스에게는 '선생님'이라고 불린다. 햄스터를 두 마리 사육하고 집에서는 햄스터를 본뜬 후드를 항상 쓰고 있다. 멋 내는 데에는 관심이 별로 없어 외출복은 별로 많지 않지만, 햄스터 후드는 여러 개 가지고 있다. 게임 센터에 갈 때는 UMR이란 별칭을 쓴다.
도마 타이헤이 (土間タイヘイ)
성우 - 노지마 켄지
우마루의 오빠. 집에선 우마루의 뒷바라지를 하고 있다. 다이아몬드 코퍼레이션의 샐러리맨으로 일하고 있다. 특기는 청소와 요리하기. 참고로 청소를 자주 하면 휴일에 할게 없어 멍하니 있는다. 우마루 때문에 집에서는 화를 자주 내지만 거의 부처급으로 참아주고 매우 자상하다. 우마루와 같이 원룸에 살지만 사실 매우 부자라는 루머가 있다.(진짜일 수도)

### 아라야다 고등학교 학생
에비나 나나 (海老名菜々)
성우 - 카게야마 아카리
우마루의 친구. 우마루의 본래 모습을 모르고 있다. 고향이 아키타이지만 도쿄로 올라와 우마루가 사는 빌라 1층에서 자취하는 여고생이다. 타이헤이를 좋아하고 있다. 부끄러워지면 얼굴이 빨갛게 변하고 머리에서 연기가 난다. 10년전에 집을 나간 오빠를 찾고 있다.
특히 가슴이 크다.
모토바 키리에 (本場切絵)
성우 - 시라이시 하루카
우마루의 친구 중 하나. 학교에선 무서운 존재로 알려져 있지만. 사실은 운동신경이 매우 뛰어나고 굉장히 소심한 여고생이다. 수영을 잘해서 상까지 수상했지만 그림책 작가가 꿈. 우마루의 집안 모습을 코마루(우마루의 또 다른 캐릭터)로 알고 있고 '스승님'으로 부르고 있다. 대체적으로 반존대를 쓰며 오빠인 봄바와의 사이(나무검으로 후려내려친다)는 최악이다. 우마루의 말을 잘 믿고 따른다.
타치바나 실핀포드 (橘・シルフィンフォード)
성우 - 후루카와 유리나
우마루의 친구이자 독일 출신의 여고생. 굉장히 심한 관종이며 학교에서 유일하게 교복을 입지 않고 파란색 계열의 옷을 입는다. 우마루에게 이기기 위해 노력하지만 절대 이길수 없다. 알렉스(타이헤이의 회사 후배)란 오빠가 있고 애니와 게임을 좋아하는 덕후이다(물론 알렉스도). 우마루와 UMR(우마루의 게임센터에서의 모습)을 다른 사람으로 착각하고 있고 UMR에게 우승 뱃지를 받았다. 오빠에게 자신이 덕후란 것을 들키고 싶지 않아한다.
콘고 히카리 (金剛ヒカリ)
타이헤이의 직장 상사인 콘고 카나우의 여동생이다. 머리가 은발이고 눈이 @모양으로 변하는 때가 있다. 타이헤이를 좋아하고 오빠로 부른다. 타이헤이와 같이 사는 우마루를 질투한다.

### 다이아몬드 코퍼레이션 사원
모토바 봄바
타이헤이의 고등학교 동창이자 동료 사원. 아프로 헤어스타일을 하고 있다. 일하기를 매우 싫어하며 키리에와의 사이도 최악이다(맨날 쳐맞는다). 우마루를 너구리라고 부른다.
타치바나 알렉스
실핀의 오빠이자 심한 오타쿠. 다이아몬드 코퍼레이션에는 특채로 들어왔다고 한다. 어릴적에 독일에서 일본 학교로 전학가 실핀과 오래 떨어져 있었다. 우마루를 '선생님'이라고 불렀다.
콘고 카나우
타이헤이의 고등학교 동창이며 콘고 히카리의 언니이자 다이아몬드 코퍼레이션에서 타이헤이의 팀에 팀장이자 과장이다. 매일 일에 시달려서 히카리와 잘 놀아주지 못한다. 타이헤이를 좋아한다.

## 단행본
출판사:  학산코믹스(학산문화사)
| 권수         | 제목                           | 출판일           | ISBN                   |
| ------------ | ------------------------------ | ---------------- | ---------------------- |
| 1            | 건어물 여동생! 우마루짱 1      | 2015년 6월 18일  | ISBN 979-11-256-0652-9 |
| 2            | 건어물 여동생! 우마루짱 2      | 2015년 7월 27일  | ISBN 979-11-256-0654-3 |
| 3            | 건어물 여동생! 우마루짱 3      | 2015년 8월 25일  | ISBN 979-11-256-0655-0 |
| 4            | 건어물 여동생! 우마루짱 4      | 2015년 9월 22일  | ISBN 979-11-256-4297-8 |
| 5            | 건어물 여동생! 우마루짱 5      | 2015년 10월 27일 | ISBN 979-11-256-4415-6 |
| 6            | 건어물 여동생! 우마루짱 6      | 2015년 12월 15일 | ISBN 979-11-256-4416-3 |
| 7            | 건어물 여동생! 우마루짱 7      | 2016년 1월 27일  | ISBN 979-11-256-4521-4 |
| 8            | 건어물 여동생! 우마루짱 8      | 2016년 5월 27일  | ISBN 979-11-256-5529-9 |
| 9            | 건어물 여동생! 우마루짱 9      | 2017년 4월 25일  | ISBN 979-11-256-7014-8 |
| 10           | 건어물 여동생! 우마루짱 10     | 2017년 10월 30일 | ISBN 979-11-256-7979-0 |
| 11           | 건어물 여동생! 우마루짱 11     | 2018년 4월 30일  | ISBN 979-11-88988-22-8 |
| 12           | 건어물 여동생! 우마루짱 12     | 2018년 10월 5일  | ISBN 979-11-6287-220-8 |
| 그 외 단행본 |                                |                  |                        |
| 1            | 소설 건어물 여동생 우마루짱! N | 2017년 4월 21일  | ISBN 979-11-256-8073-4 |
| 1            | 건어물 여동생! 우마루짱 S 1    | 2017년 4월 25일  | ISBN 979-11-256-6855-8 |
| 1            | 건어물 여동생! 우마루짱 F      | 2018년 4월 30일  | ISBN 979-11-256-6808-4 |